# Liste von Persönlichkeiten der Stadt Magdeburg
Hier sind Persönlichkeiten der Stadt Magdeburg erfasst, deren Wirken eng mit der Stadt verbunden ist. Dies berührt ausschließlich Persönlichkeiten, bei denen der Bezug zu Magdeburg im Lebenslauf ersichtlich ist. Die Söhne und Töchter der Stadt sind separat in der Liste von Söhnen und Töchtern der Stadt Magdeburg erfasst. Die Liste erhebt keinen Anspruch auf Vollständigkeit.

## Politik
- Kaiser Otto I., der Große (* 23. November 912 in Wallhausen; † 7. Mai 973 in Memleben), Herzog der Sachsen, ab 936 König des Ostfrankenreichs und ab 962 Kaiser des Heiligen Römischen Reiches.
- Kaiser Heinrich II. (* 6. Mai 973 oder 978 in Bad Abbach oder Hildesheim; † 13. Juli 1024 in Grona), seit 1002 König des Ostfrankenreichs und ab 1014 Kaiser des Heiligen Römischen Reiches.
- Georg Kühlewein (* um 1590; † nach 1678), Bürgermeister von Magdeburg.
- Stephan von Lentke († 1684), Bürgermeister von Magdeburg.
- Theodor Timmermann (* 11. August 1627; † 13. Januar 1700), Bürgermeister der Pfälzer Kolonie von Magdeburg und Apotheker, zuvor Bürgermeister von Mannheim.
- Peter Sandrart (* um 1656 Straßburg, † 1722 Magdeburg), langjähriger Bürgermeister der Pfälzer Kolonie in Magdeburg (1700–1722), Unternehmer (Tabakfabrikant).
- Lazare Nicolas Marguerite Carnot (* 13. Mai 1753 in Nolay, Burgund; † 2. August 1823 in Magdeburg), französischer Politiker, Offizier und Mathematiker, lebte als Exilant seit 1815 vorrangig in Magdeburg
- Johann Gottfried von Cocceji (* 1673 in Heidelberg; † 18. Dezember 1738), preußischer Geheimrat und Regierungspräsident in Magdeburg.
- Karl Rosenthal (* 21. September 1775; † 18. November 1847), langjähriger Bürgermeister von Neustadt bei Magdeburg.
- Friedrich Christian Adolf von Motz (* 18. November 1775 in Kassel; † 30. Juni 1830 in Berlin), preußischer Finanzminister, Oberpräsident der Provinz Sachsen und Regierungspräsident von Magdeburg.
- August Wilhelm Francke (* 14. März 1785 in Carow; † 23. Mai 1851 in Magdeburg), Oberbürgermeister von Magdeburg.
- Johann Joachim Wachsmann (* 1. Februar 1787 in Uthmöden bei Calvörde; † 25. Juli 1853 in Barby), Chordirektor am Magdeburger Dom und Komponist
- Carl Gustav Friedrich Hasselbach (* 21. März 1809 in Stettin; † 21. April 1882 in Magdeburg), Geheimer Regierungsrat, Kommunalpolitiker und über 30 Jahre (Ober)bürgermeister der Stadt Magdeburg.
- Karl Gaertner (* 27. September 1823 in Berlin; † 18. Januar 1886 in Magdeburg), Ingenieur, Unternehmer und Politiker der Nationalliberalen Partei (NLP).
- Bruno Thiem (* 18. November 1823 in Halle (Saale); † 20. Februar 1913 in Magdeburg), Bürgermeister der Stadt Buckau.
- Julius Bremer (* 17. April 1828 in Wolmirstedt; † 24. November 1894 in Magdeburg), gehörte zu den Mitbegründern der Magdeburger Arbeiterbewegung.
- Wilhelm Klees (* 12. März 1841 in Buckau; † 20. Dezember 1922 in Magdeburg), Pionier der Arbeiterbewegung und sozialdemokratischer Politiker.
- Hermann Otto Reimarus (* 29. September 1857 in Stettin; † 21. April 1920 in Magdeburg), Oberbürgermeister der Stadt Magdeburg.
- Albert Vater (* 17. März 1859 in Soldin/Neumark; † 7. Februar 1923 in Magdeburg), sozialdemokratischer Politiker und Mitbegründer der KPD in Magdeburg.
- Carl Miller (* 6. April 1860 in Calbe; † 2. Februar 1930 in Magdeburg), Kommunalpolitiker in Magdeburg.
- Hermann Beims (* 26. April 1863 in Havelah/Kreis Goslar; † 20. Dezember 1931 in Magdeburg), Oberbürgermeister von Magdeburg.
- Alwin Brandes (* 12. Juni 1866 in Groß-Schönau; † 6. November 1949 in Berlin), SPD-Politiker und Gewerkschaftsführer.
- Otto Richter (* 30. November 1872 in Querfurt; † 8. April 1927 in Magdeburg), SPD-Politiker, Mitbegründer der Magdeburger Baugenossenschaftsbewegung.
- Hans Grade (* 17. Mai 1879 in Köslin; † 22. Oktober 1946 in Borkheide), früher deutscher Flugpionier – 28. Oktober 1908 erster Flug mit dem Dreidecker auf dem Anger in Magdeburg.
- Emil R. Müller (* 25. Juli 1879 in Mühltroff im Voigtland; † 10. März 1950 in Magdeburg), SPD-Politiker, Schriftsteller, Redakteur und Dichter.
- Otto Baer (* 1. Februar 1881 in Jerichow; † 23. April 1966 in Magdeburg), Magdeburger Kommunalpolitiker und Oberbürgermeister.
- Maria Kühne (* 25. Dezember 1885 in Barleben; † 25. Oktober 1947 in Magdeburg), Widerstandskämpferin gegen den Nationalsozialismus.
- Marie Arning (* 19. April 1887 in Bramsche; † 12. September 1957 in Magdeburg), sozialdemokratische Politikerin und Mitglied des Reichstags.
- Hermann Gieseler (* 23. Mai 1889 in Aschersleben; † 25. August 1948 in Magdeburg), Gewerkschaftsfunktionär.
- Ernst Reuter (* 29. Juli 1889 in Apenrade; † 29. September 1953 in Berlin), SPD-Politiker, 1931 bis 1933 Oberbürgermeister von Magdeburg.
- Anna Ebert (* 31. August 1889 in Derben; † 16. März 1947 in Magdeburg), Politikerin der KPD und Mitglied der Magdeburger Stadtverordnetenversammlung.
- Herbert Goldschmidt (* 1. September 1890 in Strehlen (Schlesien); † 1943 im KZ Riga), Magdeburger Kommunalpolitiker.
- Johannes Kirsch (* 1891; † 1951), KPD-Politiker und Antifaschist.
- Artur Wypochowicz (* 1. Januar 1893 in Posen; † 9. Februar 1972 in Magdeburg), Antifaschist und Kommunalpolitiker.
- Hermann Matern (* 17. Juni 1893 in Burg; † 24. Januar 1971 in Berlin), Politiker (KPD, SED).
- Ernst Wille (* 20. April 1894 in Groß-Ottersleben; † 27. Mai 1944 im KZ Neuengamme), SPD-Politiker und Widerstandskämpfer gegen den Nationalsozialismus.
- Walter Kaßner (* 6. Juni 1894 in Prenzlau; † 17. November 1970 in Berlin), SED-Politiker und Bürgermeister in Magdeburg.
- Konrad Schragmüller (* 11. März 1895 in Östrich; † 2. Juli 1934 in Berlin-Lichterfelde), Offizier, SA-Gruppenführer, Polizeipräsident von Magdeburg und Reichstagsabgeordneter der NSDAP.
- Hubert Materlik (* 8. Juli 1895 in Eichenau (bei Oppeln); † 26. Juli 1944 in Magdeburg), Widerstandskämpfer gegen den Nationalsozialismus, KPD-Politiker.
- Georg Singer (* 31. Mai 1898; † 25. April 1942 im KZ Lublin), KPD-Politiker und Antifaschist.
- Johann Schellheimer (* 18. Februar 1899 in Höchst; † 5. Februar 1945 in Brandenburg (Havel)), deutscher Widerstandskämpfer gegen den Nationalsozialismus.
- Martin Schwantes (* 20. August 1904 in Drengfurth bei Rastenburg/Ostpreußen; † 5. Februar 1945 in Brandenburg (Havel)), deutscher Widerstandskämpfer gegen den Nationalsozialismus.
- Emanuel Larisch (* 1. Januar 1906 in Gleiwitz; † 21. Mai 1944 im KZ Buchenwald), KPD-Politiker, engagierte sich im Widerstand gegen den Nationalsozialismus.
- Hugo Launicke (* 2. Februar 1909 in Roßleben; † 6. Juni 1975), Widerstandskämpfer gegen den Nationalsozialismus, später SED-Politiker.
- Hans Hauschulz (* 1. Dezember 1912 in Unterpörlitz; † 9. Juli 1951 in Magdeburg), SED-Politiker.
- Ernst-Joachim Gießmann (* 12. Februar 1919 in Berlin; † 17. Oktober 2004), Minister für Hoch- und Fachschulwesen der DDR.
- Werner Eberlein (* 9. November 1919 in Berlin; † 11. Oktober 2002), deutscher Kommunist, ehemaliges Politbüro-Mitglied der SED.
- Hans P. H. Schuster (* 11. November 1928 in Magdeburg; † 30. August 2010 in Magdeburg) Unternehmer, Denkmalpfleger und deutscher Politiker (FDP).
- Willi Polte (* 11. Januar 1938 in Heyrothsberge), Oberbürgermeister von Magdeburg von 1990 bis 2001.
- Lutz Trümper (* 1. Oktober 1955 in Oschersleben), Oberbürgermeister von Magdeburg ab 2001 bis 30. Juni 2022.
- Simone Borris (24. Dezember 1962 in Gardelegen), Oberbürgermeisterin von Magdeburg seit dem 1. Juli 2022.

## Militär
- Dietrich von Falkenberg (* 1580; † 20. Mai 1631 in Magdeburg), schwedischer Oberst und Militärkommandant von Magdeburg.
- Friedrich Wilhelm von Steuben (* 17. September 1730 in Magdeburg; † 28. November 1794 in Utica, New York), preußischer Offizier und US-amerikanischer General.
- Heinrich Camin (* 1787 in Hornhausen; † 1848 in Hornhausen), Offizier in der Armee des Königreichs Westphalen und später in der Armee Preußens
- Eduard von Fransecky (* 16. November 1807 in Gedern; † 21. Mai 1890 in Wiesbaden), preußischer General der Infanterie.
- Emil Lommer (* 29. Mai 1834 in Schleusingen; † 14. Mai 1896 in Torgau), Generalarzt 1. Klasse und Kommandant des Sanitätskorps
- Friedrich Bertram Sixt von Armin (* 27. November 1851 in Wetzlar; † 30. September 1936 in Magdeburg), deutscher General der Infanterie.
- Eugen Lindau (* 3. Mai 1883 in Magdeburg; † 10. Mai 1960 in Hamburg), deutscher Admiral im Zweiten Weltkrieg.
- Carl Christiansen (* 24. Februar 1884 in Wyk auf Föhr; † 2. Mai 1969), Fregattenkapitän, von 1934 bis 1937 Polizeipräsident in Magdeburg
- Otto-Wilhelm Förster (* 16. März 1885 in Ilmenau; † 24. Juni 1966 in Walsrode), deutscher General der Pioniere.

## Religion
siehe auch: Liste der Erzbischöfe von Magdeburg
- Adalbert von Magdeburg (* um 910 in Lothringen; † 20. Juni 981 in Zscherben), Heiliger, Erzbischof von Magdeburg (968–981) und Geschichtsschreiber.
- Ohtrich (* unbekannt; † 7. Oktober 981 in Benevent), Theologe, Philosoph.
- Norbert von Xanten (* 1080/1085 in Gennep oder Xanten; † 6. Juni 1134 in Magdeburg), Heiliger, Erzbischof von Magdeburg (1126–1134).
- Ludolf von Kroppenstedt (* möglicherweise in Kroppenstedt; † 16. August 1205), Erzbischof von Magdeburg.
- Mechthild von Magdeburg (* um 1208/1210; † 1282 im Kloster Helfta in Eisleben), eine der bedeutendsten Mystikerinnen Mitteleuropas.
- Nikolaus von Amsdorf (* 3. Dezember 1483 in Torgau; † 14. Mai 1565 in Eisenach), deutscher Reformator zur Zeit Luthers.
- Caspar Cruciger (* 1. Januar 1504 in Leipzig; † 1548 in Wittenberg), Theologe und Weggefährte Martin Luthers.
- Johann Baumgart (* 24. Juni 1514 in Meißen, † 18. März 1578 in Magdeburg), lutherischer Theologe, Kirchenlieddichter und Schuldramatiker.
- Peter Ulner (* 18. Oktober 1523 in Gladebach (Niederlande); † 6. September 1595), erste reformierte Abt des Klosters Berge bei Magdeburg.
- Martin Gallus (* vor 1550 möglicherweise Bunzlau; † 1581 in Magdeburg), evangelischer Theologe, evangelischer Theologe im 16. Jahrhundert
- Johannes Starcke (* um 1542 in Schwerte; † nach 1599), evangelischer Theologe und Schriftsteller (ab 1570 in Magdeburg).
- Christian Scriver (* 2. Januar 1629 in Rendsburg; † 5. April 1693 in Quedlinburg), Theologe, Inspektor des Holzkreises in Calbe/Saale und Kirchenliederdichter.
- Simon Friedrich Wolffhardt (* 18. August 1650 in Mainbernheim; † 13. März 1709 in Magdeburg), Theologe, Landschaftsassesor und Inspektor.
- Friedrich Gottlieb Kettner (* 3. Oktober 1672 in Stollberg/Erzgeb.; † 29. Januar 1739 in Magdeburg), lutherischer Theologe und Kirchenhistoriker
- Johann Adam Steinmetz (24. September 1689 in Großkniegnitz; † 10. Juli 1762 in Prester), evangelischer Theologe, Generalsuperintendent und Pietist.
- Ernst Ludwig Pauli (29. Mai 1716 in Braunschweig; † 21. April 1783 in Bernburg), reformierter Prediger (1740–1764 Magdeburg)
- Johann Samuel Patzke (* 24. Oktober 1727 in Seelow; † 14. Dezember 1787 in Magdeburg), evangelischer Pfarrer und Schriftsteller.
- Friedrich Ernst Vorberg (* 1733 in Cobbel; † April 1808), evangelischer Theologe, Pädagoge und Schriftsteller.
- Rudolph Friedrich Schultze (* 21. Juli 1738 in Jerxheim; † 8. Januar 1791 in Magdeburg), evangelischer Geistlicher an St. Petri
- Heinrich Gottlieb Zerrenner (* 8. März 1750 in Wernigerode; † 10. November 1811 in Halberstadt), evangelischer Theologe und Pfarrer zu Magdeburg-Beyendorf, Generalsuperintendent und Schriftsteller.
- Johann Friedrich Wilhelm Koch (* 30. Mai 1759 in Sudenburg; † 3. März 1831 in Magdeburg), evangelischer Geistlicher und Botaniker
- Franz Bogislaus Westermeier (* 22. August 1773 in Flechtorf; † 1. März 1831 in Magdeburg), erster evangelischer Bischof in Magdeburg.
- Bernhard Dräsecke (* 18. Januar 1774 in Braunschweig; † 8. Dezember 1849 in Potsdam), evangelischer Theologe, Generalsuperintendent und Bischof.
- Wilhelm Franz Sintenis (* 26. August 1794 in Dornburg (Gommern); † 23. Januar 1859 in Magdeburg), evangelischer Theologe des Rationalismus
- Leberecht Uhlich (* 27. Februar 1799 in Köthen; † 23. März 1872 in Magdeburg), Theologe, Begründer der Lichtfreunde und Pionier der Freireligiösen Bewegung.
- Albert Fischer (* 18. April 1829 in Ziesar; † 27. April 1896 in Lemsdorf), evangelischer Pfarrer und Hymnologe, besuchte das Domgymnasium Magdeburg.
- Johannes Karl Friedrich Hesekiel (* 31. Mai 1835 in Altenburg; † 21. Juli 1918 in Wernigerode), evangelischer Theologe.
- Otto Siebert (* 4. Juli 1869 in Sudenburg; † 27. Januar 1963 in Fermersleben), evangelischer Theologe, Philosoph und Schriftsteller.
- Petrus Legge (* 16. Oktober 1882 in Brakel; † 9. März 1951 in Bautzen), Propst.
- Christoph Hinz (* 28. Januar 1928 in Zezenow; † 21. März 1991 in Magdeburg), Propst.

## Kunst und Kultur
- Martin Agricola (* 6. Januar 1486 in Schwiebus; † 10. Juni 1556 in Magdeburg), deutscher Musiktheoretiker, Musikpädagoge und Komponist der Renaissance.
- Leonhard Schroeter (* um 1532 in Torgau; † um 1601 in Magdeburg), Komponist, Kantor an der altstädtischen Lateinschule.
- Gallus Dreßler (Dressler) (* 16. Oktober 1533 in Nebra; † zwischen 1580 und 1589 in Zerbst), Komponist und Musiktheoretiker, Kantor an der altstädtischen Lateinschule.
- Georg Rollenhagen (* 22. April 1542 in Bernau; † 20. Mai 1609 in Magdeburg), Schriftsteller, Pädagoge und Prediger.
- Friedrich Weißensee (* um 1560 in Schwerstedt (Thüringen); † 1622 in Altenweddingen bei Magdeburg), Komponist, Kantor an der altstädtischen Lateinschule.
- Heinrich Grimm (* 1593 in Holzminden; † 10. Juli 1637 in Braunschweig), Komponist und Musiktheoretiker, Kantor an der altstädtischen Lateinschule sowie an St. Johannis und St. Jacobi.
- Balthasar Kindermann (* 10. April 1636 in Zittau; † 12. Februar 1706 in Magdeburg), deutscher Dichter.
- Christoph Treutmann (um 1693–1757), Orgelbaumeister
- Johann Heinrich Rolle (* 23. Dezember 1716 in Quedlinburg; † 29. Dezember 1785 in Magdeburg), Komponist und Musikpädagoge.
- Heinrich Rathmann (* 10. Januar 1750 in Bergedorf; † 14. März 1821 in Pechau), Historiker, Pädagoge und evangelischer Pfarrer.
- Friedrich von Matthisson (* 23. Januar 1761 in Hohendodeleben bei Magdeburg; † 12. März 1831 in Wörlitz bei Dessau), deutscher Lyriker und Prosaschriftsteller.
- Stephan Schütze (* 1. November 1771 in Olvenstedt; † 19. März 1839 in Weimar), deutscher Schriftsteller.
- Wilhelm Raabe (* 8. September 1831 in Eschershausen; † 15. November 1910 in Braunschweig), Erzähler des deutschen Realismus, lebte 1849 bis 1853 in Magdeburg.
- Heinrich Ludwig Lehmann (* 26. März 1754 in Detershagen; † 2. April 1828 in Magdeburg) deutscher Publizist und Journalist.
- Adolf Rettelbusch (* 15. Dezember 1858 in Kammerforst; † 8. Januar 1934 in Magdeburg), Maler.
- Johannes Schlaf (* 21. Juni 1862 in Querfurt; † 2. Februar 1941 in Querfurt), Dramatiker, Erzähler und Übersetzer.
- Heinrich Vogeler (* 25. August 1869 in Leipzig; † 21. Februar 1937 in Magdeburg), Theaterschauspieler, Regisseur und Intendant an den Vereinigten Oper- und Schauspiel-Bühnen in Magdeburg
- Richard Winckel (* 5. Juli 1870 in Berleburg; † 10. Februar 1941 in Magdeburg), Maler, Grafiker, Professor an der Kunstgewerbe- und Handwerkerschule in Magdeburg.
- Albin Müller (* 13. Dezember 1871 in Dittersbach (Erzgebirge); † 2. Oktober 1941 in Darmstadt), Architekt, Pädagoge und Gestalter.
- Bruno Taut (* 4. Mai 1880 in Königsberg; † 24. Dezember 1938, Istanbul), deutscher Architekt und Stadtplaner.
- Johannes Göderitz (* 24. Mai 1888 in Ramsin; † 27. März 1978 in Braunlage), deutscher Architekt und Stadtplaner.
- Carl Krayl (* 17. April 1890 in Weinsberg; † 1. April 1947 in Werder), deutscher Architekt.
- Katharina Heise (* 3. Mai 1891 in Groß Salze (Schönbeck); † 5. Oktober 1964 in Halle (Saale)), Bildhauerin und Malerin.
- Fritz Maenicke (* 23. Oktober 1892 in Halle (Saale); † 16. März 1970 in Magdeburg), Bildhauer und Restaurator.
- Otto Bernhard Wendler (* 10. Dezember 1895 in Frankenberg/Sa.; † 7. Januar 1958 in Burg), deutscher Schriftsteller, 1947–1958 Vorsitzender des Schriftstellerverbandes Sachsen-Anhalt bzw. des Bezirkes Magdeburg
- Willy Knabe (1896–1967), Maler, Grafiker und Exlibriskünstler
- Jutta Balk (* 9. Juli 1902 in Riga; † 9. August 1987 in Magdeburg), Malerin, Puppengestalterin und Mitbegründerin des städtischen Puppentheaters in Magdeburg.
- Alexander Schawinsky (* 25. März 1904 in Basel; † 11. September 1979 in Locarno), Schweizer Maler, Fotograf und Bühnenbildner.
- Hermann Bruse (* 5. April 1904 in Hamm; † 25. Mai 1953 in Berlin), Maler und Graphiker.
- Herbert Stockmann (* 15. Mai 1913 in Schönebeck (Elbe); † 12. November 1947 in Halle an der Saale), Maler und Graphiker
- Martin Selber (* 27. Februar 1924 in Dresden; † 3. März 2006 in Domersleben), deutscher Schriftsteller, 1971–1988 Vorsitzender des Schriftstellerverbandes des Bezirkes Magdeburg
- Ursula Schneider-Schulz (* 29. September 1925 in Schwerin an der Warthe; † 26. August 2015 in Magdeburg), Bildhauerin
- Marlene Ramdohr-Bark (* 26. Juli 1926 in Tilsit), Gebrauchsgrafikerin
- Dieter Ramdohr (* 18. April 1933), Gebrauchsgrafiker
- Heinrich Apel (* 5. Mai 1935 in Schwaneberg (Börde), Sachsen-Anhalt; † 24. Mai 2020), in Magdeburg lebender Künstler und Bildhauer
- Hella Puhlmann, Opern- und Operettensängerin
- Ingrid Müller-Kuberski (* 1936), Textilkünstlerin, Textilrestauratorin und Kostümbildnerin
- Klaus Thunemann (* 1937), Fagottist
- Josef Bzdok (* 17. März 1938 in Szcedrzyk; † 29. November 2019) Kunstschmied und Metallgestalter
- Klaus Thiede (1939 – 2016), Bildhauer
- Helga Borisch (* 14. April 1939), Textilkünstlerin, Bühnenbildnerin, Malerin und Grafikerin
- Manfred Gabriel (* 22. September 1939 in Halle (Saale)), Maler und Grafiker, lange Tätigkeit in Magdeburg
- Gisela Hess (* 1940), deutsche Schauspielerin, 50 Jahre an Magdeburger Theatern
- Hans-Günther Pölitz (* 1952 in Waldheim), Kabarettist, langjähriges Mitglied der „Kugelblitze“ und Begründer der „Magdeburger Zwickmühle“
- Frank Giering (* 23. November 1971; † 23. Juni 2010 in Berlin), in Magdeburg geborener Schauspieler, ruht auf dem Neustädter Friedhof
- Christoph Bouet (* 13. Januar 1974 in Halle (Saale)), Pleinair- und Porträt-Maler sowie ein Country- und Folk-Musiker
- Fritz Meinecke (* 1989 in Magdeburg), deutscher Webvideoproduzent, Abenteurer und Urban Explorer

## Wirtschaft
- Matthias Wrede (* 10. November 1614; † 23. Januar 1678 in Magdeburg), Kaufmann und Begründer der Wredeschen Armenstiftung
- Moyse Garrigue (der Ältere) (* 1663 in Mazamet; † 8. Oktober 1715 Magdeburg) Juwelier und Händler, Bürger der Französischen Kolonie zu Magdeburg und Kirchenvorsteher der Französisch-Reformierten Kirche.
- Georg Sandrart (* 15. Mai 1665 in Straßburg; † 8. Oktober 1727 in Magdeburg) Kaufmann und Tabakfabrikant.
- Jacques Garrigue (* 1677 in Mazamet, Languedoc, Frankreich; † 24. August 1730 in Magdeburg) war Juwelier und Kirchenvorstand (Ancien) der Französisch Reformierten Kirche Magdeburgs.
- Ernst Christoph Helle (* 9. August 1759 in Neuhaldensleben; † 1. Oktober 1826 in Magdeburg), Fabrikant, Kaufmann und Kommunalpolitiker.
- Johann Gottlob Nathusius (* 30. April 1760 in Baruth/Mark (Niederlausitz); † 23. Juli 1835 in Althaldensleben), königlicher Kaufmann und Großindustrieller.
- Ernst Carl Helle (* 5. Dezember 1794; † 19. Juli 1850), Zuckerfabrikant in Sudenburg bei Magdeburg.
- Christian Friedrich Budenberg (* 21. Dezember 1815 in Auf der Hobe bei Neuenkirchen; † 11. September 1883 in Buckau), Unternehmer und Mitbegründer des Maschinenbauunternehmens Schaeffer und Budenberg.
- Bernhard Schäffer (* 6. März 1823 in Gohfeld (Westfalen), † 20. Dezember 1877 in Magdeburg), Mechaniker, Erfinder und Fabrikant.
- Heinrich Ludwig Banck (* 5. März 1826; † 19. Juni 1895), Bankier und Kaufmann.
- Gisela Fuchs (* 18. April 1928 in Ilsenburg), Betriebsdirektorin des VEB „Fortschritt“ Magdeburg, Abgeordnete der Volkskammer der DDR.
- Richard Toepffer (* 27. Mai 1840 in Stettin; † 19. Juni 1919 in Magdeburg), deutscher Industrieller. Er war maßgeblich an der Einführung von Dampfpflug und Dampfdresche in Deutschland beteiligt.
- Kurt Sorge (* 28. Juli 1855 in Zwickau; † 9. September 1928 in Berlin), Industrieller und Vorsitzender mehrerer Wirtschaftsverbände.
- Gerhard Korte (* 28. Januar 1858 in Celle; † 2. Februar 1945 in Magdeburg), Bergwerksbetreiber, Kaufmann und Vorsitzender des Deutschen Kalisyndikats.

## Wissenschaft
- Otto von Guericke (* 30. November 1602 in Magdeburg; † 21. Mai 1686 in Hamburg), deutscher Naturwissenschaftler, Erfinder, Politiker, Jurist, Physiker und Bürgermeister; Begründer der Vakuumtechnik
- Johann Esaias Silberschlag (* 16. November 1721 in Aschersleben; † 22. November 1791 in Berlin), Naturwissenschaftler und Theologe.
- Georg Christoph Silberschlag (* 1731; † 1790), Naturwissenschaftler und Lehrer. Er entdeckte im Observatorium des Klosters Berge die Atmosphäre der Venus.
- Friedrich Haase (Philologe) (* 4. Januar 1808 in Magdeburg; † 16. August 1867 in Breslau), Altphilologe.
- Hermann Paul (* 7. August 1846 in Salbke; † 29. Dezember 1921 in München),Germanist; wichtiger Vertreter der Junggrammatiker
- Otto Schmeil (* 3. Februar 1860 in Großkugel bei Schkeuditz; † 3. Februar 1943 in Heidelberg), deutscher Biologe, Pädagoge und Autor.
- Gustav Ricker (* 2. November 1870 in Hadamar (Hessen-Nassau); † 23. September 1948 in Dresden),Wissenschaftler und Arzt.
- Martin Wiehle (* 23. Oktober 1926 in Breslau; † 10. Mai 2023), Historiker, Direktor der Magdeburger Stadt- und Bezirksbibliothek (1954–1991), Mitarbeit am Magdeburger Biographischen Lexikon.
- Thomas Höhle (* 10. Dezember 1926 in Aue (Sachsen); † 9. Januar 2012 in Magdeburg), deutscher Literaturwissenschaftler, em. Professor der Martin-Luther-Universität Halle-Wittenberg.

## Medizin
- Doktor Eisenbarth (* 27. März 1663 in Oberviechtach; † 11. November 1727 in Hannoversch Münden), Handwerkschirurg, Wundarzt und Starstecher.
- Friedrich Simon Morgenstern (* 31. Januar 1727 in Halle an der Saale; † 21. August 1782 in Magdeburg), Arzt und Stadtphysicus.
- Maria Neide (* 1780 in Wettin; † 24. Oktober 1831 in Magdeburg), im Kampf gegen die Cholera-Epidemie verstorbene Krankenschwester.
- Eduard Dohlhoff (* 24. Juli 1799 in Halle an der Saale; † 27. Mai 1852 in Magdeburg), Arzt und Medizinalrat.
- Werner Hagedorn (* 2. Juli 1831 in Westhausen bei Heiligenstadt; † 9. Juni 1894 in Magdeburg), deutscher Chirurg.
- Johannes Benjamin Brennecke (* 2. November 1849 in Cröchern; † 30. Juli 1931 in Magdeburg), Geheimer Sanitätsrat und Arzt.
- Friedrich Robert Kretschmann (* 20. Mai 1858 in Wolmirstedt; † 8. November 1934 in Magdeburg), Arzt und Geheimer Sanitätsrat.
- Ernst Thesing (* 13. März 1874 auf Gut Wickerau (Gemeinde Baumgarten) bei Barten, Kreis Rastenburg, Provinz Ostpreußen; † 3. Januar 1954 in Magdeburg), preußischer Offizier, Arzt, Stadtarzt, Schularzt und Autor
- Albert Uffenheimer (* 24. Mai 1876 in Fürth; † April 1941 in Albany/USA), Arzt.
- Max Otten (* 25. Juli 1877 in Lima (Peru); † 5. September 1962 in Wernigerode), Arzt, Pionier der Arbeitsmedizin.
- Otto Josef Schlein (* 19. Juni 1895 in Laurahütte; † 3. Oktober 1944 in Auschwitz), jüdischer Arzt und Kommunist.
- Helga Mateoschat (* 13. August 1934 in Essen; † 20. Dezember 2022 in Magdeburg) (geborene Nowak, geschiedene Schulle) Kinderärztin und Verdienter Arzt des Volkes.

## Sport
- Christian Georg Kohlrausch (* 2. April 1851 in Benneckenstein, Harz; † 11. Dezember 1934 in Halberstadt), deutscher Turnpädagoge, Wiederentdeckung des Diskuswurfs
- Wolfgang Seguin (* 14. September 1945 in Burg), Fußballspieler der DDR
- Jürgen Sparwasser (* 4. Juni 1948 in Halberstadt), Fußballspieler der DDR
- Annelie Ehrhardt (* 18. Juni 1950 in Ohrsleben; † 18. Oktober 2024 in Magdeburg), Olympiasiegerin der DDR im Hürdenlauf
- Joachim Streich (* 13. April 1951 in Wismar; † 16. April 2022 in Leipzig), Fußballspieler der DDR
- Jürgen Pommerenke (* 22. Januar 1953 in Wegeleben), Fußballspieler der DDR
- Dagmar Hase (* 22. Dezember 1969 in Quedlinburg), Olympiasiegerin im Schwimmen
- André Willms (* 18. September 1972 in Burg), Ruderer
- Stefan Kretzschmar (* 17. Februar 1973 in Leipzig), deutscher Handballspieler
- Manuela Lutze (* 20. März 1974 in Blankenburg), Olympiasiegerin im Rudern
- Antje Buschschulte (* 27. Dezember 1978 in West-Berlin), Weltmeisterin im Schwimmerin
- Andreas Ihle (* 2. Juni 1979 in Bad Dürrenberg), Olympiasieger im Kanurennsport
- Robert Stieglitz (* 20. Juni 1981 in Jeisk, Sowjetunion), Profiboxer
- Conny Waßmuth, (13. April 1983 in Halle (Saale)), Olympiasiegerin im Kanurennsport
- Helge Meeuw (* 29. August 1984 in Wiesbaden), Europameister im Schwimmen
- Frank Schauer (* 2. April 1989 in Kalbe (Milde)), Deutscher Meister im Marathonlauf
- Lukas Märtens (* 27. Dezember 2001 in Magdeburg), Olympiasieger im Schwimmen

## Sonstige
- Königin Editha (* ca. 910; † 29. Januar 946 in Magdeburg), erste Gemahlin des späteren Kaisers Otto I. den Großen.
- Eike von Repgow (* ca. 1180; † ca. 1235), Ministerialer, Autor des Sachsenspiegel.
- Berthold Schwiesau stiftete 1471 das Hospital Schwiesau.
- Michael Lotter (* um 1499 in Leipzig; † nach 1556 in Magdeburg), Buchdrucker.
- Andreas Kritzmann (* unbekannt; † 9. März 1551 in Magdeburg), Büchsenmeister, Volksheld in Magdeburg.
- Johann Georg Lohmeyer (* unbekannt; † 5. November 1680), Rektor des Domgymnasiums
- Johann Elemann Röver (* 11. September 1651 in Osterwieck; † 25. April 1699 in Wanzleben), evangelischer Geistlicher und Rektor des Domgymnasiums
- Carl Julius Wilda (* 21. November 1710 in Weferlingen; † 23. Februar 1779), Kriegs- und Domänenrat
- Johann Bernhard Basedow (* 11. September 1724 in Hamburg; † 25. Juli 1790 in Magdeburg), deutscher Pädagoge und Schriftsteller.
- Friedrich Gabriel Resewitz (* 9. März 1729 in Berlin; † 30. Oktober 1806 in Buckau im Kloster St. Johannes der Täufer auf dem Berge), Abt, Pädagoge und Bildungspolitiker.
- Gotthilf Sebastian Rötger (* 5. Mai 1749 in Klein Germersleben; † 16. Mai 1831 in Magdeburg) Pädagoge und Leiter des bekannten Pädagogiums am Kloster Unser Lieben Frauen.
- Karl Funk (* 27. Dezember 1781 in Leipzig; † 15. Juni 1857), Direktor des Domgymnasiums
- Johannes Münze (* 26. März 1823 in Köln; † 22. Mai 1868 in Magdeburg), Pionier der deutschen Arbeiterbewegung.
- Gustav Adolf Pfeiffer (* 15. November 1837 in Lentschen bei Posen; † 7. Dezember 1902 in Magdeburg), evangelischer Pfarrer und Gründer der Pfeifferschen Stiftungen.
- Ferdinand Friedrich Weichsel (* 12. März 1788 in Laublingen; † 4. Februar 1854 in Magdeburg), Jurist und Politiker
- Albert Schulz, Pseudonym San-Marte, (* 18. Mai 1802 in Schwedt/Oder; † 3. Juni 1893 in Magdeburg) Verwaltungsjurist, Dichter, Germanist und Literaturhistoriker, Regierungsrat in Magdeburg.
- Paul Jakob Theodor Kozlowski (* 5. Januar 1824 in Berlin; † 24. November 1905 in Eberswalde), Geheimer Oberbaurat und Elb-Strombaudirektor.
- George Adalbert von Mülverstedt (* 4. Juli 1825 in Neufahrwasser; † 29. September 1914 in Magdeburg), Archivar und Historiker.
- Paul Viktor Niemeyer (* 22. September 1827 in Halle (Saale); † 10. Dezember 1901 in Weimar), Gartenarchitekt und Gartendirektor der Stadt Magdeburg.
- Ida Lücke (geborene Deneke) (* 13. März 1838; † nach 1914), begründete mehrere Stiftungen in der Region Magdeburg.
- Christian August Peicke (* 23. Oktober 1846 in Groß-Ottersleben; † 14. Februar 1939 in Groß-Ottersleben), Heimatforscher.
- Eduard Ausfeld (* 27. Mai 1850 in Schnepfenthal; † 4. April 1906 in Magdeburg), Archivar und Historiker.
- Johann Gottlieb Schoch (* 1. Februar 1853 in Wörlitz; † 8. Oktober 1905 in Magdeburg), Gartenarchitekt und Gartendirektor der Stadt Magdeburg.
- Walter Friedensburg (* 6. März 1855 in Hamburg; † 19. Februar 1938 in Wernigerode), Archivar und Historiker.
- Georg Winter (* 3. Februar 1856 in Breslau; † 1. September 1912 in Magdeburg), Archivar und Historiker.
- Arthur Ruppin (* 1. März 1876 in Rawitsch bei Posen; † 1. Januar 1943 in Jerusalem), jüdischer Soziologe, Zionist, Wegbereiter der Gründung der Stadt Tel Aviv.
- Hans Löscher (* 19. April 1881 in Dresden; † 7. Mai 1946 in Dresden), Pädagoge und Schriftsteller.
- Karl Wagner (* 25. Mai 1891 in Voigtstedt bei Artern; † 25. Dezember 1965), Kommunist und Gegner des Nationalsozialismus.
- Georg Meyer (* 11. Januar 1893 in Bremen; † 15. September 1926 in Magdeburg), erfolgreicher Jagdflieger im Ersten Weltkrieg und Leiter der Luftreederei-Fliegerschule in Magdeburg
- Johann Waldbach (* 29. Februar 1920 in Reinschdorf; † 17. Juni 1953 in Magdeburg),
- Georg Gaidzik (* 9. Februar 1921 in Mechtal (Oberschlesien); † 17. Juni 1953 in Magdeburg), Volkspolizist, Opfer der Volksaufstandes vom 17. Juni 1953 in der DDR.
- Rolf Opitz (* 24. Oktober 1942; † 25. Juni 2005 in Berlin), Vorsitzender einer Magdeburger Wohnungsgenossenschaft; gilt als Initiator der Grünen Zitadelle in Magdeburg.
- Thorsten Lamprecht (* 19. September 1968; † 11. Mai 1992 in Magdeburg), wurde im Verlauf eines Angriffs rechtsextremistischer Jugendlicher im Stadtteil Magdeburg-Cracau getötet.